# Antonio da Monza
Fra Antonio da Monza est un enlumineur du nord de l'Italie actif entre 1480 et 1505 à Milan. Originaire de Monza en Lombardie, il a été membre de l'Ordre franciscain.

## Biographie
Antonio da Monza est un artiste lombard actif à la fin du XVe siècle. Les informations le concernant sont rares et les œuvres les plus stylistiquement disparates lui sont attribuées et seulement une enluminure signée conservée à la collection Albertine de Vienne peut lui être attribuée avec certitude. Il s'agit d'une page détachée d'un missel réalisé entre 1492 et 1503, pendant le pontificat du pape Alexandre VI dont le nom et le portrait apparaissent sur le parchemin. 
La scène représente la Pentecôte dans le style typiquement lombard de l'époque. 
À partir de cette enluminure, la critique a tenté de regrouper sous le nom  de « pseudo Antonio da Monza » des œuvres au style proche, des miniatures, enluminures et gravures. Cette personnalité factice a été autrefois identifiée comme étant Zuan Andrea da Mantova, suiveur de Mantegna, mais récemment pour des raisons stylistiques et documentaires elles ont été attribuées à Giovan Pietro Birago. 
Parmi les textes attribuables à Antonio da Monza figure une page avec une Visitation, conservée au Kupferstichkabinet de Berlin (n. 1799).

## Œuvres

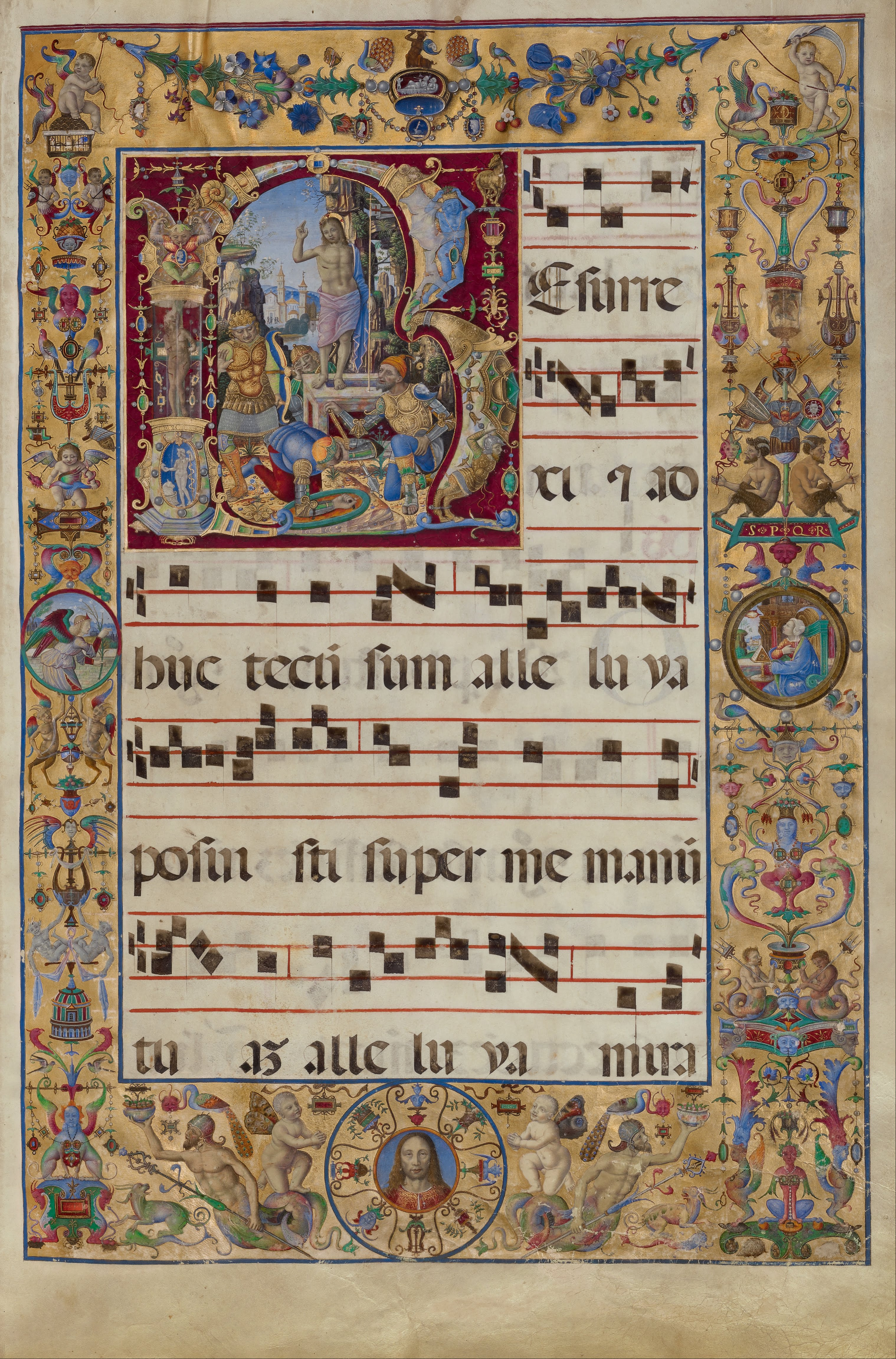
Initiale R avec La Résurrection, Getty Museum, Los Angeles.

- Graduel pour l'église franciscaine Santa Maria in Aracoeli à Rome, J. Paul Getty Museum, Los Angeles, Ms. LUDWIG VI 3[4]
- Pentecôte (1492 - 1503), Albertina, Vienne[3].
- Ancien livre de chœur d'Alexandre VI, vers 1492-1503, 3 lettrines découpées conservées à la British Library, Londres, Add.35254 D-F[5]
- Missel de Noël du pape Alexandre VI, 1 miniatures et plusieurs lettrines historiées, Bibliothèque apostolique vaticane, Borg. Lat.425
- Miniature détachée d'un antiphonaire (Flagellation du Christ), Norton Simon Museum, Pasadena, F.1965.1.101.P[6]
- Visitation, Kupferstichkabinet de Berlin (n. 1799)[3].